# 페닌술라르
스페인 제국의 맥락에서 페닌술라르(es, 복수 페닌술라레스)는 스페인에서 태어나 신대륙, 스페인령 동인도, 또는 스페인령 기니에 거주하는 스페인인을 뜻한다. 포르투갈 제국의 맥락에서 헤이노이스(단수 헤이놀)는 포르투갈에서 태어나 주로 포르투갈령 아메리카에 거주하는 포르투갈인을 뜻했다. 브라질에서 헤이노이스 부모 사이에서 태어난 자녀는 마좀보라고 불렸다.
스페인령 필리핀에서 태어난 스페인인들은 인술라르/레스 또는 원래 필리피노/스라고 불렸는데, 오늘날에는 "필리핀인"이 현재 주권 독립국인 필리핀의 모든 현대 시민을 의미하게 되었다. 오늘날 이스파노아메리카를 구성하는 신대륙 식민지에서 태어난 스페인인들은 크리오요 (신대륙에서 태어난 완전한 스페인 혈통의 개인)라고 불렸다.
스페인령 아메리카와 스페인령 필리핀의 고위직은 페닌술라레스가 차지했다. 페닌술라레스와 크리오요의 구별 외에도 카스타 제도는 아메리카 대륙에서 스페인인과 아메리카 원주민 혈통이 혼합된 메스티소를, 필리핀/스페인령 동인도에서는 '메스티소 데 에스파뇰'(스페인인과 필리핀 원주민 혼혈(스페인계 필리핀인)), 또는 '토르나트라스'(스페인인과 상글레이 중국인 혼혈(중국계 필리핀인)), 물라토 (스페인인과 흑인 혼혈), 인디오 (아메리카 원주민/필리핀 원주민), 삼보 (아메리카 원주민과 흑인 혼혈), 그리고 마지막으로 흑인을 구별했다. 일부 지역과 시기, 예를 들어 스페인령 아메리카 독립 전쟁 중에는 페닌술라레스나 보수당원들이 경멸적으로 고도스(고트족을 의미하며, 스페인을 통치했고 스페인 귀족의 기원으로 여겨졌던 "서고트 왕국"을 지칭) 또는 멕시코에서는 가추피네스라고 불렸다. 고도스는 카나리아 제도에서 반도 스페인인에 대해, 칠레에서는 스페인인에 대해 여전히 경멸적으로 사용된다.

## 같이 보기
- 지배적 소수
- 아일래노
- 가추핀
- 반도 스페인
- 반도 스페인어
- 리오데라플라타 부왕령 총독 목록
- 누에바그라나다 부왕 목록
- 누에바에스파냐 부왕 목록
- 페루 부왕 목록